# Trận Côn Dương
Trận Côn Dương là trận đánh giữa quân nhà Tân và quân khởi nghĩa Lục Lâm năm 23 trong lịch sử Trung Quốc. Quân triều đình nhà Tân có 42 vạn người đã bị quân khởi nghĩa chỉ có hơn 1 vạn người đánh thua tan tác. Trận đánh khiến quân chủ lực nhà Tân tan rã, không còn khả năng trấn áp các lực lượng chống đối và nhà Tân sụp đổ vào cuối năm đó.

## Hoàn cảnh
Năm 8, Vương Mãng cướp ngôi nhà Hán, lập ra nhà Tân. Do tiến hành những cải cách mất lòng dân và liên tiếp gây chiến với các ngoại tộc, chính quyền nhà Tân bị sự căm phẫn của nhân dân trong nước vì phải đi lính thú và cung đốn quân phí.
Cùng lúc đó, trong nước lại xảy ra mất mùa, hạn hán, nạn châu chấu, vỡ đê sông Hoàng Hà, đổi dòng chảy sông Hoàng Hà… khiến cho đời sống nhân dân ngày càng quẫn bách. Trong hoàn cảnh đó, khởi nghĩa bạo loạn chống triều đình đã nổ ra khắp nơi.
Trong các cánh quân khởi nghĩa, quân Lục Lâm là một trong các lực lượng lớn mạnh nhất và có địa bàn hoạt động gần với kinh thành Trường An của nhà Tân, trực tiếp uy hiếp sự tồn tại của nhà Tân. Quân khởi nghĩa nổi dậy từ năm 17, sau nhiều thắng lợi, tới năm 23 đã phát triển lực lượng lớn mạnh. Tham gia vào quân khởi nghĩa có cả những tông thất nhà Hán như Lưu Huyền, Lưu Diễn, Lưu Tú, Lưu Tứ…
Để có danh chính chống nhà Tân, các thủ lĩnh quân Lục Lâm đã lập hoàng thân Lưu Huyền lên làm vua, đặt quốc hiệu là Hán, lấy niên hiệu là Canh Thủy.
Tháng 2 năm 23, quân Lục Lâm chia làm 2 đường, cánh quân chủ lực do Vương Khuông, Lưu Diễn chỉ huy đánh Uyển Thành; cánh thứ 2 nhỏ hơn do Vương Phượng, Vương Thường, Lưu Tú chỉ huy, mang 2 vạn quân đánh Côn Dương, Định Lăng và đất Yển.
Cuộc chiến ở Côn Dương, có liên quan đến mặt trận Uyển Thành xảy ra đồng thời giữa quân Tân và quân Lục Lâm, bắt đầu từ đó.

## Diễn biến trận đánh

### Viện binh của Vương Mãng
Được tin quân Lục Lâm tiến đánh Uyển Thành và Côn Dương, các tướng nhà Tân trấn thủ ở quận Nam Dương là Nghiêm Ưu, Trần Mậu bỏ Uyển Thành về giữ Dĩnh Xuyên, giao cho các tướng dưới quyền cố thủ Uyển Thành.
Cánh quân của Vương Thường và Lưu Tú luôn thắng trận, thu rất nhiều của cải và lương thực, mang cung cấp cho cánh quân chủ lực của Lưu Diễn đang đánh Uyển Thành; sau đó Vương Thường cầm một cánh quân tiến về phía bắc, tiến đánh Nhữ Nam và Bái quận.
Vương Mãng nghe tin quân Tân liên tiếp thất bại, liền phái Đại tư đồ Vương Tầm, Đại tư không Vương Ấp trưng tập hết quân tướng còn lại gồm 42 vạn người đi dẹp quân Lục Lâm, mang theo cả hổ, báo, voi do Cự Vô Bá điều khiển. Theo đánh giá của Hậu Hán Thư, quy mô lần ra quân đó chưa từng có trong thời nhà Tần và Tây Hán.
Tháng 5 năm 23, quân Vương Tầm và Vương Ấp tiến đến Dĩnh Xuyên, hợp với quân của Nghiêm Ưu, Trần Mậu. Bốn tướng hợp đại binh tiến về phía nam, đụng độ với cánh quân nhỏ của Lục Lâm.
Trong lúc quân Tân sắp kéo đến, cánh quân chủ lực của Lục Lâm vẫn chưa hạ được Uyển Thành. Được tin đại quân Tân kéo đến, Vương Thường từ Nhữ Nam trở về Côn Dương yểm trợ. Sau vài trận ra quân đánh chặn địch ở Dương Quan, Lưu Tú cũng lui về giữ Côn Dương.
Quân tiên phong của Vương Ấp gồm 10 vạn người kéo đến thành Côn Dương. Trong thành ít quân hơn nhiều, rất nguy cấp. Nghiêm Ưu nói với Vương Ấp:
Thành Côn Dương tuy nhỏ nhưng kiên cố, nay thủ lĩnh và quân chủ lực địch không có ở đây mà ở Uyển Thành. Ta nên mau cứu Uyển Thành, nếu quân Uyển Thành thua thì đám quân giặc ở Côn Dương này không đánh phải tự hàng.
Nhưng Vương Ấp chủ quan khinh địch, không nghe theo, cho rằng Côn Dương nhỏ bé dễ dàng hạ được, do đó Ấp muốn đánh lấy ngay rồi mới lấy Uyển Thành. Vương Ấp cho quân áp sát thành, hạ trại giữ xung quanh. Quân Tân có lương thực đầy đủ nên khí thế rất hăng.

### Lưu Tú đi cầu viện
Trong thành, quân Lục Lâm chỉ có hơn 8000 người. Vương Phượng và Vương Thường cùng các tướng thấy địch có 10 vạn người, chủ trương phá vây chạy đi nơi khác. Lưu Tú bàn rằng:
Hiện quân ta ở đây ít và lương thực cũng kém hơn địch nhiều. Nếu mọi người đồng tâm hiệp lực cùng đánh giặc thì còn đường sống; nếu chỉ nghĩ đến việc bỏ chạy thì sẽ khó mà thoát. Hơn nữa hiện nay Uyển Thành còn chưa hạ được, quân ở đó chưa thể đến tiếp viện cho ta. Nếu Côn Dương bị hạ thì chẳng mấy chốc cánh quân Uyển Thành cũng bị diệt. Lúc này mọi người phải chung sức quyết tâm cùng chống giặc.
Các tướng ban đầu phản đối chủ trương của Lưu Tú, nhưng đang bàn bạc chưa xong thì có tin báo rằng: Hậu quân Tân kéo đến, rất đông người, dài hơn trăm dặm không dứt.
Lúc đó nếu quân trong thành muốn tản ra để chạy cũng không được nữa. Các tướng thấy Lưu Tú nói có lý, bèn quyết định nghe theo kế của ông. Sau khi bàn bạc, các tướng quyết định để Vương Phượng và Vương Thường lo giữ thành, Lưu Tú và Tông Khiêu, Lý Dật cùng 13 kỵ binh nhân lúc đêm tối, khi quân địch đông đảo chưa lập trại xong, kéo ra cửa nam thành, đến các huyện đã chiếm được trước kia thu thập binh mã về cứu viện.
Quân Tân tập hợp đủ 42 vạn người, đánh thành dữ dội. Trong thành, Vương Thường và Vương Phượng lo lắng, từng có ý muốn đầu hàng. Tuy nhiên vì Vương Ấp cho rằng quân Tân mạnh hơn nhiều, đủ sức hạ thành trong một vài ngày nên nhất định không cho hàng, nên các tướng trong thành phải liều chết giữ.
Tháng 6 năm 23, các cánh quân Lục Lâm ở Yển Thành và Định Lăng nghe tin Lưu Tú cấp báo, bèn hợp lại được vài ngàn người tiến về cứu Côn Dương.

### Đại phá quân Tân
Lưu Tú mang quân cứu viện trở về. Khi cách quân Tân còn 5 dặm, Lưu Tú bày trận. Vương Tầm coi thường viện binh, chỉ mang vài ngàn quân ra đánh. Lưu Tú nhân lúc quân Tân chưa bày trận xong, bèn tự mình hăng hái đi đầu, xốc tới đánh vào trận địch. Quân Tân bị đánh bất ngờ, thua trận bỏ chạy. Lưu Tú thừa cơ truy kích giết hơn 1000 người. Thắng được trận đầu, khí thế quân cứu viện lên rất cao.
Lúc đó cánh quân chủ lực của Lục Lâm do Vương Khuông và Lưu Diễn chỉ huy mới hạ được Uyển Thành 3 ngày, nhưng vì cách trở địa lý nên phía Lưu Tú chưa biết tin. Song Lưu Tú muốn kích động tinh thần tướng sĩ, vẫn sai người phao tin rằng Uyển Thành đã bị quân Lục Lâm hạ, từ đó quân chủ lực sẽ tới cứu Côn Dương. Điều đó khiến quân trong thành rất vững tâm, còn quân Vương Tầm, Vương Ấp ở ngoài thành bắt đầu hoang mang lo lắng.
Lưu Tú chọn ra 3000 quân trong đội viện binh, nhân lúc đêm tối vượt qua sông Côn Thủy phía tây thành Côn Dương, rạng sáng hôm sau đột ngột tấn công vào trung quân của quân Tân. Quân Tân bị đánh bất ngờ, đều sợ hãi. Vương Tầm vội mang 2 vạn quân ra nghênh chiến, nhưng quân sĩ hoảng loạn không sắp được đội hình, bị quân Lục Lâm đánh đại bại. Vương Tầm bị giết trong trận này.
Chủ soái bị giết làm quân Tân rối loạn. Trong thành, Vương Thường và Vương Phượng thấy quân địch bị thua bèn kéo quân ra đánh sáp lại, quân Tân bị giết rất nhiều, người chết dài hơn 100 dặm.
Cùng lúc đó, trời bất ngờ đổ mưa to gió lớn, nước sông Trĩ Xuyên phía bắc Côn Dương dâng cao, chặn đường tháo chạy của quân Tân. Quân Tân bị chết đuối trên sông hàng vạn, thi thể chồng chất khiến nước sông không chảy được. Các tướng Vương Ấp, Nghiêm Ưu và Trần Mậu giẫm lên xác chết, vượt sông chạy thoát. Quân sĩ nhà Tân cùng nhau đào ngũ rất nhiều, chỉ có Vương Ấp cùng vài ngàn quân trung thành chạy trốn về Trường An.

## Hậu quả
Thắng lợi Côn Dương không chỉ giải vây cho thành mà còn là bước ngoặt trong cuộc chiến chống chính quyền Vương Mãng. Lực lượng quân chủ lực nhà Tân bị đánh bại và tan rã, không còn đủ mạnh để uy hiếp các cánh quân chống đối.
Nhân lúc quân Tân thua tan tác, các cánh quân khởi nghĩa hoạt động càng mạnh hơn; các thổ hào các vùng nổi dậy cát cứ: Quỳ Ngao ở Lũng Tây, Công Tôn Thuật ở Thành Đô, Đậu Dung ở Tây Hà, Lý Hiến ở Lư Giang, Trương Bộ ở Lang Nha, Đổng Hiến ở Đông Hải… Chính quyền nhà Tân lúc đó chỉ còn Trường An và Lạc Dương. Không lâu sau, quân Lục Lâm nhân đà thắng lợi chia đường tiến đánh Trường An và Lạc Dương. Đầu tháng 10 năm 23, quân Lục Lâm tiến vào Trường An giết Vương Mãng, lật đổ nhà Tân.
Tính từ trận Côn Dương đến khi nhà Tân bị diệt vong chỉ có 4 tháng. Công đầu trong trận Côn Dương thuộc về Lưu Tú. Về sau chính ông trở thành vua Hán Quang Vũ Đế, dẹp hết các chư hầu, thống nhất quốc gia, tái lập nhà Hán mà sử gọi là Đông Hán.